# Casa Agustí Furriols
La Casa Agustí Furriols és un edifici modernista del municipi de la Garriga (Vallès Oriental) inclòs en l'Inventari del Patrimoni Arquitectònic de Catalunya.

## Descripció
Habitatge unifamiliar aïllada. Consta de planta baixa, pis i golfa. Composició simètrica respecta de la façana principal. A ambdós costats hi ha adossats dos cossos tractats com a galeries, tancades a la planta baixa i obertes al pis i unides formalment al cos principal per la coberta. L'edifici està assentat al damunt al cos principal per la coberta. L'edifici està assentat al damunt d'un sòcol de maçoneria. Les cantonades estan encerclades amb motius vegetals.

## Història
Primera i darrera obra de l'arquitecte Josep Puig i Cadafalch a la Garriga. Amb ella s'inicia la ruptura amb l'arquitectura historicista representada al llarg del carrer on està situada.